# ワイズマン (企業)
株式会社ワイズマン（英: Wiseman Co., Ltd.）は、岩手県盛岡市に本社を置き、福祉および医療分野のソフトウェア開発・販売を主要事業とする企業である。
関連企業（ワイズマングループ）として、株式会社ワイズマンコンサルティング（コンサルティング事業）、バイザー株式会社がある。

## 沿革
- 1983年（昭和58年）6月23日 - 岩手県二戸郡一戸町で会社設立。
- 1988年（昭和53年）1月 - 岩手県二戸市に本社移転。
- 1996年（平成8年）
  - 4月1日 - シンクタンク部門を分離独立し、関連会社「株式会社ワイズマンコンサルティング」設立。
  - 10月 - 岩手県盛岡市菜園1丁目に本社移転。
- 1997年（平成9年）12月 - 現在地に本社移転。
- 2004年（平成16年）10月 - ジャスダック上場。
- 2005年（平成17年）8月 - 福祉情報システムのASPサービス開始。
- 2006年（平成18年）7月 - プライバシーマークを取得。
- 2008年（平成20年）8月 - ハートランド・データ株式会社（現連結子会社）の株式を全株取得し100%子会社とする。
- 2009年（平成21年）
  - 4月 - ニンテンドーDS用ケア記録支援ソフト「すぐろくDS」発売。
  - 10月 - 株式会社メディプラス（現連結子会社）を設立。
- 2013年（平成23年）8月 - 代表取締役会長一族が全株式を保有するNMホールディングスによるマネジメント・バイアウト実施を発表[2]。
- 2014年（平成26年）1月 - ジャスダック上場廃止し、NMホールディングスの完全子会社となる。
- 2015年（平成27年）1月 - 医療・介護連携サービス「MeLL+」法人向け「MeLL+ professional」を開発、販売を開始

## 営業支店
- 札幌支店 - 札幌市東区北7条東3-28-32
- 盛岡統括支店 - 岩手県盛岡市盛岡駅西通2-11-1
- 仙台支店 - 宮城県仙台市太白区あすと長町3-4-5
- 宇都宮支店 - 栃木県宇都宮市元今泉4-8-22
- 千葉支店 - 千葉県千葉市美浜区中瀬1-7-1
- 東京統括支店 - 東京都千代田区岩本町3丁目8-16
- 長岡支店 - 新潟県長岡市東坂之上町2-5-11
- 金沢支店 - 石川県金沢市広岡3-1-1
- 中部統括支店 - 岐阜県岐阜市金町8-1
- 大阪統括支店 - 大阪府吹田市広芝町5-4
- 岡山支店 - 岡山県岡山市北区大元上町14-25
- 松山支店 - 愛媛県松山市古川西2-3-18
- 広島支店 - 広島県広島市南区段原南1-3-53
- 九州統括支店 - 福岡県福岡市中央区天神4丁目1-1

## 関連企業
- 株式会社ワイズマンコンサルティング
  - 設立 - 1996年4月1日（株式会社ワイズマンよりシンクタンク部門が分離独立）
  - 資本金 - 1,000万円
  - 代表者 - 代表取締役 大西美樹